# Museum of Jewish Heritage
Le Museum of Jewish Heritage - A Living Memorial to the Holocaust (en français, « le musée du Patrimoine juif »), au sud de Manhattan, à New York, aux États-Unis, est un mémorial dédié aux victimes de l'Holocauste. Il est conçu au début des années 1990 par le cabinet d'architectes américain Roche-Dinkeloo et associés dirigé par Kevin Roche. La forme hexagonale du bâtiment et son toit à 6 degrés symbolisent les six pointes de l'étoile de David et les six millions de Juifs qui périrent dans cette tragédie. Il ouvre ses portes le 15 septembre 1997.

## Historique
En plus d'une grande exposition en continu sur l'Holocauste qui a pour titre la guerre contre les Juifs, le musée possède deux autres expositions permanentes sur la culture juive, d'une part la vie Juive il y a un siècle, d'autre part le renouveau Juif. Les expositions temporaires et le théâtre Edmond Safra qui fonctionne en tant que salle de spectacles, salle de lecture et salle de projection de films, se situent dans l'aile Robert Morgenthau. Un exemple d'exposition: au-delà de la svastika et de Jim Crow: des écoliers Juifs réfugiés dans des collèges pour Noirs et dans la maison des Morgenthau: un héritage de solidarité.
Dans la même aile se trouve le jardin de pierres, un lieu de mémoire conçu par Andy Goldsworthy. Le jardin se compose de 18 blocs de pierre d'où s'élève de chacun d'entre eux un chêne nain pour évoquer l'instinct de survie, le dépassement des traumatismes.
Le chiffre 18 a été choisi en raison de la valeur numérologique 18 du mot hébreu  chaï qui signifie vie.
En 2009, un nouveau concept de visite informatisée autour des notions d'héritage et de mémoire a vu le jour sous l'appellation centre pour perpétuer l'histoire ; différentes projections audio et vidéo ponctuent la présentation au public de plus de 800 objets personnels et plus de 2000 photographies.
En 2005, le musée est l'une des 400 institutions sociales et culturelles à bénéficier de la subvention de 20 millions de dollars accordée par la Fondation Carnegie pour la paix internationale.
Le musée est associé à la Synagogue d'Oświęcim en Pologne et à JewishGen, un site Web de recherches sur les racines juives.
Depuis 2005, le président du musée est l'ancien procureur général Robert M. Morgenthau.

## Source
- (en) Cet article est partiellement ou en totalité issu de l’article de Wikipédia en anglais intitulé « Museum of Jewish Heritage » (voir la liste des auteurs).